# Видухова
Видухова (пољ. Widuchowa, немачки Fiddichow) – је село и општина у Пољској која се налази у Војводству Западно Поморје, у грифињском повјату.

## Положај
Налази се на реце Одри, на самој граници Пољске и Немачке. У близини села Одра се дели на два рукавца: Западну Одру која је граница са Немачком и Источну Одру (Регалица). У близини села налази се мало језерце.

## Историја
У средњем веку насеље је имало статус града, али га је изгубило пре 1283. године.
Од 1975 до 1998 село је припадало Шчећинском војводству.

## Саобраћај
Кроз Видухову пролази регионални пут бр. 31 који повезује Грифино са Хојном. Село је такође пристаниште на међународном воденом путу Свиноујшће (пољски - Świnoujście) – Шчећин – Грифино – Видухова – Хохенстатен? (немачки - Hohensaaten) – Еберсвалде? (Eberswalde) – Берлин. У селу се налази гранично прелаз између Пољске и Немачке.